# Mary Wills
Mary Wills (ur. 4 lipca 1914 zm. 7 lutego 1997) – amerykańska kostiumografka filmowa.

## Wybrana filmografia
- 1944: Belle of the Yukon
- 1955: Książę graczy
- 1956: Między niebem a piekłem
- 1959: Pamiętnik Anny Frank
- 1976: The Passover Plot

## Nagrody i nominacje
Została uhonorowana Oscarem, a także sześciokrotnie otrzymała nominację do Oscara.